# Rico Preißinger
Rico Preißinger (Münchberg, 21 luglio 1996) è un calciatore tedesco, centrocampista del Preußen Münster.

## Carriera

### Club
Cresciuto calcisticamente nelle giovanili del Norimberga, dal 2014 al 2016 fa parte della rosa della seconda squadra, con la quale gioca in Regionalliga. Nel 2016 viene acquistato dall'Aalen, militando per due stagioni nella terza divisione tedesca. Nel 2018 firma con il Magdeburgo, formazione della seconda divisione tedesca. Rimane al Magdeburgo anche la stagione successiva, che lo vede impegnato in terza divisione, in seguito alla retrocessione dalla seconda divisione. Nel 2020 si accasa all'Ingolstadt 04, con il quale al termine della stagione 2020-2021, ottiene la promozione in seconda divisione.

### Nazionale
Ha giocato nelle nazionali giovanili tedesche Under-16 ed Under-17.

## Statistiche

### Presenze e reti nei club
Statistiche aggiornate al 17 aprile 2022.
| Stagione        | Squadra         | Campionato      | Campionato | Campionato | Coppe nazionali | Coppe nazionali | Coppe nazionali | Coppe continentali | Coppe continentali | Coppe continentali | Altre coppe | Altre coppe | Altre coppe | Totale | Totale |
| Stagione        | Squadra         | Comp            | Pres       | Reti       | Comp            | Pres            | Reti            | Comp               | Pres               | Reti               | Comp        | Pres        | Reti        | Pres   | Reti   |
| --------------- | --------------- | --------------- | ---------- | ---------- | --------------- | --------------- | --------------- | ------------------ | ------------------ | ------------------ | ----------- | ----------- | ----------- | ------ | ------ |
| apr.-mag. 2014  | Norimberga II   | RL              | 2          | 0          |                 | -               | -               |                    | -                  | -                  |             | -           | -           | 2      | 0      |
| 2014-2015       | Norimberga II   | RL              | 13         | 1          |                 | -               | -               |                    | -                  | -                  |             | -           | -           | 13     | 1      |
| 2015-2016       | Norimberga II   | RL              | 31         | 1          |                 | -               | -               |                    | -                  | -                  |             | -           | -           | 31     | 1      |
| 2016-2017       | Aalen           | 3L              | 36         | 2          |                 | -               | -               |                    | -                  | -                  |             | -           | -           | 36     | 2      |
| 2017-2018       | Aalen           | 3L              | 33         | 4          |                 | -               | -               |                    | -                  | -                  |             | -           | -           | 33     | 4      |
| 2018-2019       | Magdeburgo      | 2L              | 23         | 1          | CG              | 0               | 0               |                    | -                  | -                  |             | -           | -           | 23     | 1      |
| 2019-2020       | Magdeburgo      | 3L              | 31         | 1          | CG              | 0               | 0               |                    | -                  | -                  |             | -           | -           | 31     | 1      |
| 2020-2021       | Ingolstadt 04   | 3L              | 13         | 0          | CG              | 0               | 0               |                    | -                  | -                  |             | -           | -           | 13     | 0      |
| 2021-2022       | Ingolstadt 04   | 2L              | 20         | 0          | CG              | 2               | 0               |                    | -                  | -                  |             | -           | -           | 22     | 0      |
| Totale carriera | Totale carriera | Totale carriera | 202        | 10         |                 | 2               | 0               |                    | -                  | -                  |             | -           | -           | 204    | 10     |